# 帕特里克·多纳基
帕特里克·多纳基（英語：Patrick Donachie，1983年4月24日—），澳大利亚男子游泳运动员。他曾代表澳大利亚参加2000年夏季残疾人奥林匹克运动会游泳比赛，获得男子4×100米自由泳接力S14级金牌。